# 不送氣雙唇搭嘴音
不送氣雙唇搭嘴音是一种在非洲南部语言中存在的搭嘴音。

## 特征
- 氣流機制是舌吸氣音。藉由舌頭將被困在一個關閉區間的空氣抽出而發聲，而非使氣流從聲門或肺/橫膈膜流出。利用這種機制所發出的音稱作搭嘴音。其濁音及鼻音也同時具有肺部氣流音的性質。
- 調音部位是雙唇，即是以上唇及下唇調音。

- 這是一個無聲爆破音（或稱全清音、不送氣音），其發聲是清音、不送氣，且未被聲門化的。此音產生時聲帶並不壓縮或震動，且此音與後面的母音完全或幾乎沒有延遲。
- 本輔音是口腔輔音（口音），表示調音時空氣只從口裡流出。
- 調音時不涉及到舌頭，故中央輔音／邊輔音的分別對該音沒有意義。

## 见于
不送氣雙唇搭嘴音目前已知仅出现在南部非洲的Tuu语系和Kx'a语系。 
| 语言    | 词汇  | 国际音标 | 意义 |
| ------- | ----- | -------- | ---- |
| ǂʼAmkoe | [ʘoa] | [ʘoa]    | 二   |
| 宏语    | [ʘàa] | [ʘàa]    | 孩子 |